# Faculdade de Direito de Sorocaba
. 
A Faculdade de Direito de Sorocaba (FADI - Sorocaba), também conhecida como "FADI" e "Nossa de Direito", é uma instituição de ensino superior localizada na cidade de Sorocaba, no interior do estado de São Paulo.
A FADI está, desde o ano de 2004, entre as dez primeiras colocadas no ranking das instituições que oferecem o curso de Direito do estado de São Paulo no Exame de Ordem da OAB.
Nos anos de 2004, 2007, 2011 e 2019 recebeu o selo de qualidade "OAB Recomenda", emitido pela Ordem dos Advogados do Brasil aos cursos jurídicos que vêm apresentando melhor índice de qualidade nos últimos anos. A instituição foi bem avaliada no Enade, nas várias edições do Exame de Ordem e nas análises feitas pela Comissão de Ensino Jurídico do Conselho Federal da OAB, que leva em conta os resultados decorrentes da "série histórica" do desempenho do curso. Ainda este ano, a instituição aumentou sua nota no MEC, usada como referência da qualidade do ensino, infraestrutura da faculdade e dos cursos oferecidos. Saltou de 3 para 4, em uma escala de 1 a 5.
Atualmente, 63 anos após a sua fundação, mais de 6 mil advogados foram formados pela instituição que está entre as melhores de ensino superior do Brasil. O atual Presidente da Fundação Educacional Sorocabana (FES), mantenedora da FADI, é o advogado Cesar Augusto Ferraz dos Santos.

## História
Entre os anos de 1950 e 1954, alguns sorocabanos iniciaram uma luta para criar na cidade uma faculdade de Direito. O primeiro esforço nesse sentido surgiu com o Projeto de Lei Estadual nº 780, de 1953, de autoria do deputado Gualberto Moreira, prevendo a criação da Faculdade de Direito de Sorocaba. O referido projeto, porém, esbarrou em dificuldades orçamentárias e não foi adiante.
Anos mais tarde, em 1956, finalmente a faculdade foi criada por lei municipal, na gestão do então prefeito municipal, Gualberto Moreira. No ano seguinte, decreto federal autorizou o funcionamento na faculdade do curso de bacharelado em Direito.
Entre as figuras que mais colaboraram para o surgimento e para as atividades nos primeiros anos da Faculdade de Direito de Sorocaba estão Gualberto Moreira, André Pieroni, Hélio Rosa Baldy e José Pereira Cardoso.
O curso de Direito foi reconhecido em 14 de julho de 1961, pelo Decreto nº. 50.951 assinado pelo Presidente da República Jânio Quadros. A primeira turma formou-se no dia 18 de dezembro de 1961. 

## Vestibular
A organização do processo seletivo da faculdade é realizada pela FADI SOROCABA. O vestibular é anual e oferece cem vagas para cada turno do curso de Direito, diurno e noturno.
A prova de conhecimentos gerais e redação dissertativa, realizada em fase única, é realizada no mês de dezembro. O modelo de prova aplicado aos vestibulandos engloba, com maior ênfase, a área de humanas, sendo que as matérias com o maior número de questões são Língua Portuguesa, História, Geografia e Atualidades. A matrícula dos alunos aprovados no vestibular da FADI é realizada em duas etapas. A primeira na segunda quinzena de dezembro e a segunda na primeira semana de janeiro, mês escolhido também para transferências e rematrículas.

## Cartório anexo do "JEC" do Tribunal de Justiça de São Paulo
Conveniada com o Tribunal de Justiça do Estado de São Paulo, a FADI proporciona a solução de pendências judiciais, sob supervisão de juízes de Direito, com a participação dos alunos da FADI.
O Cartório do Juizado Especial Cível do TJ/SP, passou a funcionar este ano na Rua Capitão Nascimento Filho, 76, ao lado da FADI, no bairro Vergueiro, zona sul de Sorocaba.

## Centro Acadêmico "Rubino de Oliveira"
O Centro Acadêmico "Rubino de Oliveira" (C.A.R.O.), da Faculdade de Direito de Sorocaba, surgiu em 1957, com a primeira turma do curso de bacharelado. Desde seus primórdios, o C.A.R.O. funciona em prédio anexo à Faculdade, juntamente com a cantina. Várias gerações de advogados, políticos e reconhecidas autoridades jurídicas de Sorocaba e São Paulo relembram da cantina enquanto referência de bons e saudosos tempos acadêmicos - Cantina esta dirigida pelo Sr. Luís Saker, de 1978 a 2011. Personalidades conhecidas na cidade, como por exemplo os prefeitos de Sorocaba, Renato Amary e José Caldini Crespo, figuraram como presidentes do C.A.R.O. e tiveram importante atuação política e movimentação acadêmica dentro da Faculdade de Direito.
A gestão de acadêmicos responsáveis pelo C.A.R.O. é decidida anualmente por todos os alunos da graduação. O Centro Acadêmico representa os alunos da FADI e defende seus interesses e direitos. Além disso, organiza eventos como palestras, atividades filantrópicas, projetos culturais e festas como, por exemplo, o Mês Jurídico Rubino de Oliveira e o tradicional Baile do Rubi.
No ano de 2017 o C.A.R.O. completou 60 anos de fundação. Um dos projetos de destaque que é mantido pelo C.A.R.O. é o Cursinho Pré-vestibular da FADI que, desde 2011, atende a mais de cem alunos da rede pública com objetivo de promover a inclusão universitária na cidade e a formação pré-universitária, social e cidadã dos vestibulandos. 
Aproximadamente 30% dos alunos do cursinho ingressam na Faculdade de Direito de Sorocaba, sendo o cursinho reconhecido e fazendo parte de uma grande rede de cursinhos populares e alternativos de Sorocaba, sendo referência no quesito de formação crítica e política.

## Associação dos Ex-alunos da Faculdade de Direito de Sorocaba
A Associação dos Ex-alunos da Faculdade de Direito de Sorocaba (AEFADI), foi criado em 2006 por egressos da instituição.
Atualmente, 60 anos após a sua fundação, mais de 6 mil bacharéis foram formados pela Instituição, entre eles, líderes políticos e sociais, bem como bacharéis que obtiveram sucesso na advocacia e nos mais difíceis concursos públicos como os da Magistratura e do Ministério Público estaduais e federais.
Dentre eles podemos destacar alguns professores da FADI: Antonio Carlos Delgado Lopes, Celso Fernando Oliveira Campos, Mauro Augusto de Souza Mello Junior, José Francisco Cagliari, Hugo Leandro Maranzano, Iris Pedrozo Lippi, Jorge Alberto Oliveira Marum, José Pedro Zaccariotto, Marcelo Sampaio Soares de Azevedo, Noemia Celeste Galduroz Cossermelli, Oswaldo Luiz Soares, Rubens José Kirk de Sanctis Junior. Conselheiros da Fundação Educacional Sorocabana: Iara do Carmo Sant´anna, Alexandre Issa Latuf, Haroldo Guilherme Vieira Fazano, Weldon Carlos da Costa, José Humberto Urban Filho e Ricardo Maluf.
Há também vários desembargadores como Roque Antonio de Mesquita de Oliveira, Juvenal José Duarte, Maria de Lourdes Rachid Vaz de Almeida.
Atualmente, com mandato de dois anos, a diretoria eleita em 2016 tem como presidente o Dr. Luís Felipe Uffermann Cristovon, Dr. Aramis da Rosa Serafim, vice-presidente e Dr. Leonardo Nobuo Pereira Egawa, secretário entre outros membros da diretoria adjunta. O presidente do Conselho Consultivo é o Dr. Geraldo Ferreira Alves, egresso da instituição ex-presidente da 24ª subseção da Ordem dos Advogados do Brasil, seção São Paulo.

## Biblioteca Carlos Alberto de Moura Pereira da Silva
A Biblioteca Carlos Alberto de Moura Pereira da Silva (BCAMPS), com aproximadamente 27.500 volumes de livros, além de fascículos, periódicos, acervos e jornais é considerada referência na região.

## Docentes
Formado principalmente por mestres, doutores, especialistas e graduados nas mais diversas áreas do Direito, a FADI mantém um quadro de professores tradicionais e com prestígio no meio jurídico. A maioria dos docentes da faculdade provém do Tribunal de Justiça de São Paulo, Ministério Público, Polícia Civil, Defensoria Pública e advogados atuantes em todo o Brasil. Mais da metade do grupo de docentes atua no judiciário brasileiro.
A instituição já teve em seus bancos oito atuais desembargadores do Tribunal de Justiça de São Paulo, como Walter Swensson e Roque Antonio de Mesquita.